# インドネシア鉄道会社KRL-I電車
インドネシア鉄道会社KRL-I電車（インドネシアてつどうかいしゃKRL-Ⅰがたでんしゃ、インドネシア語：Kereta Rel listrik INKA seri KRL-Ⅰ）もしくは、EA201系電車は、PT KAI(インドネシア鉄道会社)がPT KAI Commuter Jabodetabek(現在のKAIコミューター）のKRLコミューターライン向けに2001年から導入されていた一般形車両であり、インドネシア初の国産電車である。

## 概要
インダストリ・クレタ・アピ（PT INKA）は、電車も製造していたが基本的には非冷房車であり、設計やエンジンと電装品も海外製でありノックダウン生産（艤装）がしていることにすぎなかった。他の従来形式であるBN-Holec電車・Hitachi電車・ABB-Hyundai電車・Rheostatik電車は海外製の車両を輸入しているだけであった。そこで日本車輌製造やヨーロッパの車両メーカーが技術協力を行う形でインドネシア初の国産電車が製造されることになる。
20 m級・片側3扉の軽量ステンレス電車4両2編成が先行試作車として製造された。この製造は、日本車輌製造が技術支援を行うかたちで行われており、車体の艤装方法や台車の構造にその影響が顕著にみられる。当形式の量産型車両として、EA202系電車（KfW I-9000系）が2011年から投入されることとなる。
電装品は日本の東芝製のIGBT素子使用VVVFインバータ制御で、前面・側面・車内扉上部にLEDによる行先表示機が採用されるなど、新機軸が多数盛り込まれているのが特徴である。
外装の塗装デザインは、第一編成ではオレンジ色、第二編成では緑と紫色を基調としたデザインであった。その後、両編成とも運用期間が終了するまでに青色へ変更された。

## 運用
インドネシアで一から設計・製造された初めての電車ということで、大きな期待を背負い2003年から運用を開始したものの直後より故障が頻発、早々から運用から離脱することなった。2007年に不具合を改修し、再び運用に復帰ののちにチカラン環状線の運用に投入されたものの、「利用実績」の不振により、ジャカルタ・コタ - マンガライ間のボゴール線の区間運転に転用された。しかし、それも長く続かずにしばらくして再び運用から離脱。その後は休車状態となり、チカウム駅に留置されそのまま廃車となった。

## 編成表
|      | 編成       |            |            |            |
| 車両 | 1          | 2          | 3          | 4          |
| TS1  | K1 1 03 01 | K1 1 03 02 | K1 1 03 03 | K1 1 03 04 |
| TS2  | K1 1 03 05 | K1 1 03 06 | K1 1 03 07 | K1 1 03 08 |

## ギャラリー

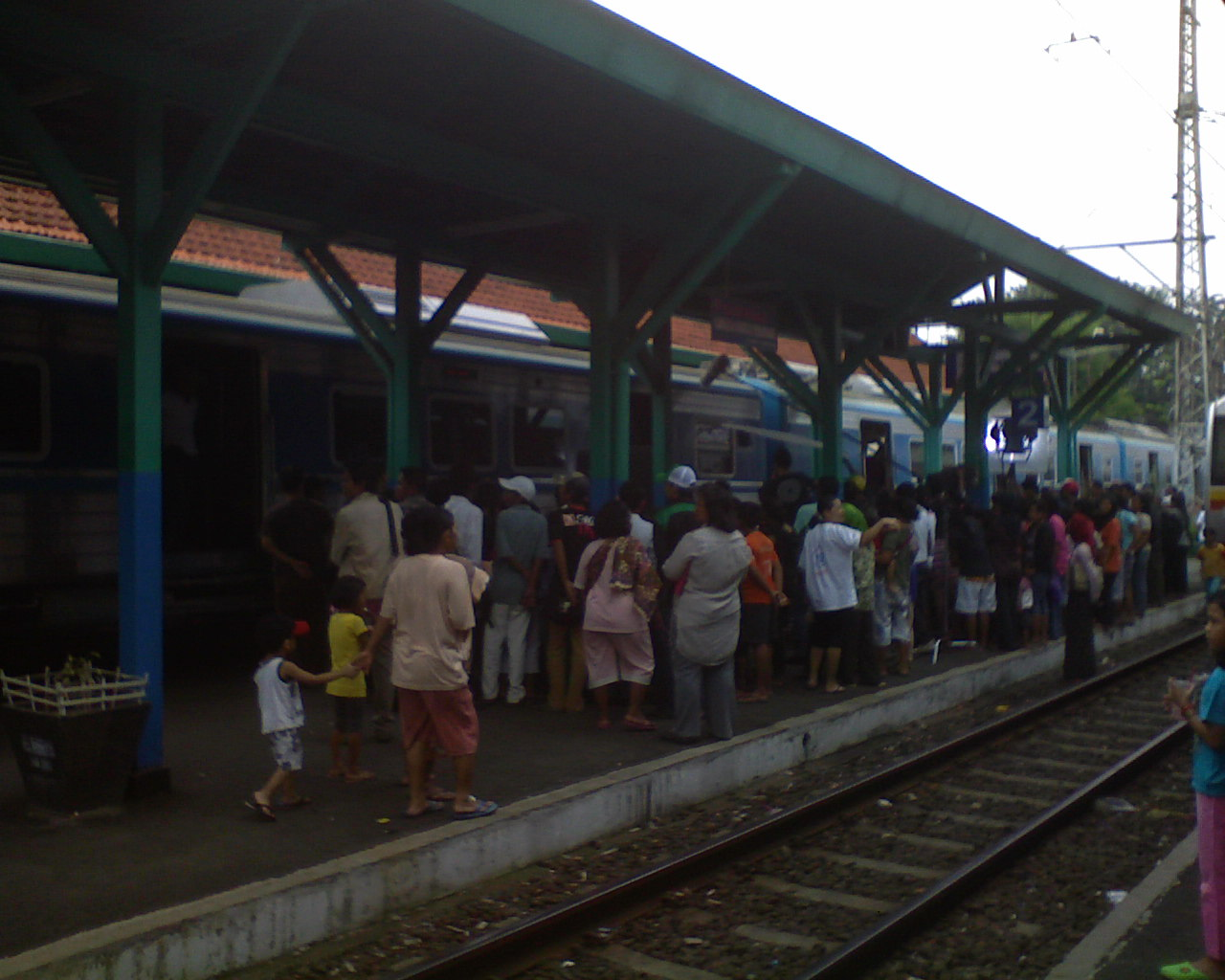
マンガライ駅に停車中のEA201系電車
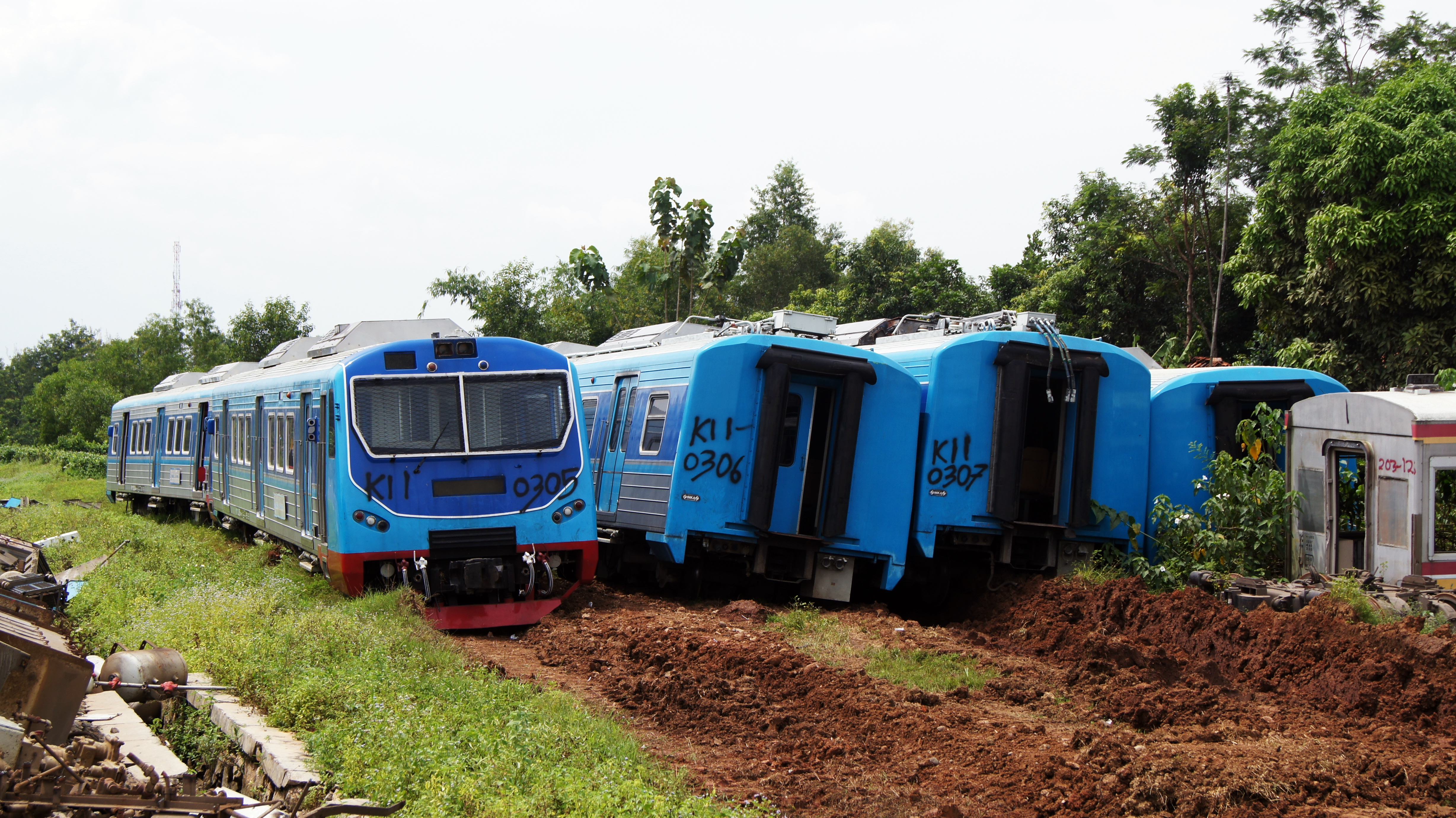
廃車後のEA201系電車

## 関連記事
- PT KAI(インドネシア鉄道会社) - KAIコミューター - KRLコミューターライン
- EA202系電車（KfW I-9000系）- 当形式の量産車である。
- EA203系電車（Basoetta）
- EA207系電車（CLI-225系）